# Steve Michou
Pour les articles homonymes, voir Michou.
Steve Michou (né le 12 septembre 1975 à Lyon en France) est un joueur français de hockey sur glace qui a évolué au poste de centre de 1992 à 2013.

## Carrière en club
Steve commence le hockey dans sa ville natale de Lyon. Il y fera d'ailleurs une grande partie de sa carrière, avant de partir à Clermont-Ferrand puis Mulhouse, où il remportera le titre de Champion de France. 
Après la liquidation des Scorpions de Mulhouse, Steve décide de retourner à Lyon dans un club qui ambitionne de retourner dans l'élite à moyen terme et de jouer le haut du tableau dans un premier temps. La saison ne répondra pas du tout aux attentes puisqu'à la suite d'un barrage avec les Boxers de Bordeaux, les Lions sont relégués en Division 2.
Déçu par son club formateur, Steve décide de se retirer, mais finalement, un an après, il rechaussera les patins, pour ne pas terminer sa carrière sur une fausse note. Ironiquement, il choisit le club de Bordeaux pour revenir, celui-là même qui avait envoyé Lyon au purgatoire.

## Clubs successifs
- Lions de Lyon : jusqu'en 1997
- Ducs d'Angers : de 1997 à 1998
- Lions de Lyon : de 1998 à 2000
- Sangliers Arvernes de Clermont : de 2000 à 2002
- Scorpions de Mulhouse : de 2002 à 2005
- Lions de Lyon : de 2005 à 2006
- Boxers de Bordeaux : de 2007 à 2008.

## Palmarès
- 1997-1998 :
  - 1/4 finaliste du championnat de France

- 1998-1999 :
  - 1/2 finaliste du championnat de France

- 1999-2000 :
  - 1/4 finaliste du championnat de France

- 2001-2002 :
  - 1/4 finaliste du championnat de France de Division 1

- 2002-2003 :
  - 1/2 finaliste du championnat de France

- 2003-2004 :
  - 1/4 finaliste du championnat de France

- 2004-2005 :
  -  Champion de France

- 2007-2008 :
  - 1/2 finaliste du championnat de France de Division 1

### Trophées et honneurs personnels
- 2003-2004 :
  - Élu dans l'équipe-type de Ligue Magnus en mars 2004.
- 2004-2005 : Elu dans l'équipe-type de Ligue Magnus en 2005
- 1998-1999 : Élu Meilleur Espoir Français

## Statistiques
Pour les significations des abréviations, voir Statistiques du hockey sur glace.
| Saison    | Équipe                         | Ligue |    | Saison régulière | Saison régulière | Saison régulière | Saison régulière | Saison régulière |   | Séries éliminatoires | Séries éliminatoires | Séries éliminatoires | Séries éliminatoires | Séries éliminatoires |
| Saison    | Équipe                         | Ligue | PJ | B                | A                | Pts              | Pun              | PJ               | B | A                    | Pts                  | Pun                  |                      |                      |
| 1992-1993 | Club des patineurs de Lyon     | Fra-3 | 10 | 16               | 10               | 26               | 12               |                  |   |                      |                      |                      |                      |                      |
| 1993-1994 | CP Lyon                        | Fra-3 | 26 | 37               | 27               | 64               | 34               |                  |   |                      |                      |                      |                      |                      |
| 1994-1995 | CP Lyon                        | Fra-2 | 28 | 27               | 23               | 50               | 20               |                  |   |                      |                      |                      |                      |                      |
| 1995-1996 | CP Lyon                        | Fra-2 | 24 | 18               | 21               | 39               | 34               |                  |   |                      |                      |                      |                      |                      |
| 1996-1997 | CP Lyon                        | Fra-1 | 31 | 18               | 18               | 36               | 20               | 6                | 6 | 4                    | 10                   | 6                    |                      |                      |
| 1997-1998 | Ducs d'Angers                  | Fra-1 | 41 | 19               | 24               | 43               | 48               |                  |   |                      |                      |                      |                      |                      |
| 1998-1999 | Lions de Lyon                  | Fra-1 | 47 | 10               | 23               | 33               | 38               |                  |   |                      |                      |                      |                      |                      |
| 1999-2000 | Lions de Lyon                  | Fra-1 | 22 | 5                | 1                | 6                | 24               |                  |   |                      |                      |                      |                      |                      |
| 2000-2001 | Sangliers Arvernes de Clermont | Fra-2 | 22 | 14               | 19               | 33               | 16               |                  |   |                      |                      |                      |                      |                      |
| 2001-2002 | Sangliers Arvernes de Clermont | Fra-2 |    | 17               | 25               | 42               |                  |                  |   |                      |                      |                      |                      |                      |
| 2002-2003 | Scorpions de Mulhouse          | Fra-1 | 19 | 10               | 5                | 15               | 12               |                  |   |                      |                      |                      |                      |                      |
| 2003-2004 | Scorpions de Mulhouse          | Fra-1 | 27 | 18               | 10               | 28               | 64               | 5                | 0 | 0                    | 0                    | 12                   |                      |                      |
| 2004-2005 | Scorpions de Mulhouse          | Fra-1 | 28 | 7                | 5                | 12               | 16               | 10               | 2 | 0                    | 2                    | 2                    |                      |                      |
| 2005-2006 | Lions de Lyon                  | Fra-2 | 27 | 15               | 29               | 44               | 60               |                  |   |                      |                      |                      |                      |                      |
| 2006-2007 | Saison sabbatique              |       |    |                  |                  |                  |                  |                  |   |                      |                      |                      |                      |                      |
| 2007-2008 | Boxers de Bordeaux             | Fra-2 | 24 | 19               | 16               | 35               | 112              | 2                | 0 | 2                    | 2                    | 0                    |                      |                      |
| 2011-2012 | Aigles de la Roche-sur-Yon     | Fra-3 | 15 | 9                | 13               | 22               | 40               | 2                | 0 | 0                    | 0                    | 38                   |                      |                      |
| 2012-2013 | Aigles de la Roche-sur-Yon     | Fra-3 | 6  | 2                | 5                | 7                | 6                |                  |   |                      |                      |                      |                      |                      |

## Carrière internationale
| Année | Équipe     | Compétition                   |   | PJ | B | A | Pts | Pun |
| 1992  | France U18 | Championnat d'Europe junior B | 5 | 5  | 2 | 7 | 4   |     |
| 1993  | France U18 | Championnat d'Europe junior B | 7 | 2  | 3 | 5 | 2   |     |
| 1994  | France U20 | Championnat du monde junior B | 7 | 1  | 2 | 3 | 0   |     |
| 1995  | France U20 | Championnat du monde junior B | 7 | 2  | 4 | 6 | 4   |     |

5 Championnats du Monde seniors entre 1998 et 2005
3 Coupe d'Europe des clubs (1998, 1999 et 2005)